# Varga István (teológus, 1776–1831)
Varga István, névváltozat: Vidi (Bűdszentmihály, 1776. július 31. – Szikszó, 1831. március 15.) teológiai doktor, református akadémiai tanár.

## Élete
Varga István és nemes Aranyos Judit fia. Középiskolai tanulmányait Debrecenben (ahol 1794-ben lépett a felső osztályba) végezte 1801-ben; majd ugyanott a retorika köztanítója volt két évig. Azután 1802-ben külföldre utazott és előbb a göttingeni, majd a marburgi egyetemen tanult. Utóbbi helyen 1804. szeptember 1-jén teológiai doktori címet nyert. 1805 tavaszán hazatérve, az exegesis tanára lett a debreceni református teológiai akadémián; azon év október 7-én kibocsátást nyert a papi teendők viselésére is. 1821. március 20-án beadta tanári hivataláról lemondását és Szikszóra ment lelkésznek, ahol május 1-jén megkezdte prédikátori hivatalát. 1826. február 5-én első lelkész és esperes lett; 1829-ben egyházkerületi ülnökké választották. Neje volt Péczely Klára, a komáromi lelkész és író Péczeli József leánya. A racionalizmus szelleme jegyében művelte szakját és írói tevékenysége is jelentős.

## Munkái
- Interpretatio historica vaticiniorum selectorum vet. test., quae intelligi recte, nisi ex historia Assyriorum, non possunt: et, ex quibus obscura et incerta Assyr. historia lucem aliquam et certitudinem accipit. Göttingae, 1804. (Ism. Annalen der Literatur 1805).
- Exegétika theologia, vagy azok a tudományok, melyek a bibliának helyesen való megesmerésére, megértésére és megvilágositására tanítanak. Készítette tanitványai számára. I. darab. Debreczen, 1807. (Latinul: Miskolcz, 1821.).
- Az uj testamentomi szent irásoknak criticai historiája és hermeneuticája. Az Exegetica theologiának II. részének 1. darabja. Uo. 1816.
- Az izraeliták régi rendtartásai és szokásai. (Zsidó antiquitás vagy archaeologia). Az Exegetixa theologiának harmadik része. Uo. 1818.

Kéziratban is maradtak munkái.